# چویی اون سوک
 چویی اون سوک (به کره‌ای:최은숙 به انگلیسی:Choi Eun-sook) (زاده۲ آگوست ۱۹۴۸)بازیگر کره جنوبی است. او در مجموعه تلویزیونی جواهری در قصر با بازی در نقش عمه بانو چویی شناخته شد.